# Сухоручкин, Николай Андреевич
Никола́й Андре́евич Сухору́чкин (27 марта 1958 — 18 апреля 2020) — российский танцовщик, артист балета Саратовского областного театра оперетты, заслуженный артист Российской Федерации (1998).

## Биография
В 1976 году окончил Саратовское хореографическое училище. Работал артистом кордебалета в Свердловском театре музыкальной комедии. В 1978—1980 годы служил в армии.
С 1980 года работал в Саратовском театре оперетты, где стал солистом балета, позднее — солистом-вокалистом театра.
В 1981 году, будучи секретарём комсомольской организации театра, входил в его художественный совет.
Более 20 лет участвовал в театрализованных программах и «Ночи музеев» музея Льва Кассиля.

### Семья
- Cупруга — Елена Москвичёва, артистка балета Саратовского областного театра оперетты, сценическая партнёрша Николая Сухоручкина[2].
- Две дочери[источник не указан 137 дней].
- Сын[источник не указан 137 дней].

## Личные качества
По утверждению самого Сухоручкина, он какое-то время был личным шофёром Георгия Банникова, был дружен с его семьёй. По воспоминаниям Риммы Беляковой, когда её супругу (Георгию Банникову) ампутировали одну ногу, Николай Сухоручкин был очень внимательным и ежедневно приезжал за Банниковым на автомобиле.

## Критика
По воспоминаниям Ларисы Комиссаровой, когда в начале 1980-х годов Георгий Банников ставил спектакль «Сестра Керри», Сухоручкин играл в нём Герствуда. По утверждению Комиссаровой, она была поражена этим молоденьким стройным балетным героем, его балетными страстями и шикарной шевелюрой, и предложила Банникову сделать им номер из оперетты «Цирк зажигает огни». Во время получившегося номера «Лолита, дорогая, умоляю» Комиссарова пробила Сухоручкину барабанную перепонку. По мнению Комиссаровой, во время исполнения этого номера от неё и Сухоручкина исходила ощутимая энергетика. Как полагает Комиссарова, именно после этого номера Николай Сухоручкин, нравившийся Банникову за умение сделать роль пластически, начал получать небольшие роли в спектаклях. В 1980—1990-х годах, когда Саратовский театр оперетты переживал свой «золотой век» и в нём ежегодно ставилось по пять новых спектаклей, Николай Сухоручкин считался одним из ведущих актёров труппы.
Театральный обозреватель Ирина Крайнова, рассказывая на страницах Саратовского ежемесячного дайджеста культуры «Рампа» о премьерном показе постановки мюзикла «Брак по-французски» в Саратовском театре оперетты, отметила факт того, что в ней принимал участие «весь цвет саратовской оперетты», а также отдельно выделила исполнение роли Обена Николаем Сухоручкиным, который, по утверждению Крайновой, был «как всегда, точен в рисунке роли, ловок в опасливых, скользящих движениях по сцене». Она же, рецензируя на страницах журнала «Страстной бульвар, 10» постановку Саратовского областного театра оперетты «Здравствуйте, я ваша тётя!» по одноимённой комедии Оскара Фельцмана, отметила, что Николай Сухоручкин играет Эрика убедительнее, чем Виктор Елизаров играет Чарли. В своём личном блоге Крайнова подмечает в игре Сухоручкина то получающийся у него более удачным рисунок роли Тимотэ в «Хануме», то комичность исполненной им, всегда находящейся на стороне более толстого кошелька, ожившей на площади статуи Плутона в «Прекрасной Елене», то его характерность в «Проснись и пой», то удачность исполнения им наблюдающего за «делом рук своих» с довольной улыбкой чудаковатого сказочника Эгеля в «Алых парусах», то похожесть на древнего волхва в роли бродящего по зрительному залу, колдующего и пророчащего Старика в «Красавице и драконе», то трогательность исполнения песни Старого актёра на юбилейном гала-концерте, превосходность данных и незаменимость в комических ролях, то непредставимость Саратовского областного театра оперетты без большого комического дара Сухоручкина.
Светлана Дергачева, рассказывая на сайте «Твой Саратов» о премьерной постановке «Дубровского» в Саратовском областном театре оперетты, отметила «хорошесть» двух злодеев, в том числе князя Верейского, сыгранного Сухоручкиным так, что с первых минут не осталось никаких сомнений в надменности и хладнокровном эгоизме его персонажа.
Владимир Акишин, рассказывая на страницах журнала «Музыкальная жизнь» о премьерных постановках Саратовского театра оперетты, отнёс к ярким событиям в культурной жизни Саратова и Саратовской области построенный по принципу ревю музыкальный спектакль «Небесный тихоход», в котором нашлось место и для массовых сцен с солдатскими плясками, и остроумных диалогов, и красивых лирических дуэтов, и трогательных романтических любовных линий, подтверждающих, что война не может быть причиной для отказа от сильных чувств, и в котором заняты в основном уже ставшие настоящими звёздами артисты среднего поколения саратовской оперетты, включая сыгравшего роль лётчика по имени Семён заслуженного артиста Н. Сухоручкина.

## Награды
- Заслуженный артист Российской Федерации (21 сентября 1998 – Указ № 1123)[21].

## Память
Памяти Н. А. Сухоручкина был посвящён внеплановый онлайн-показ Саратовского театра оперетты 19—21 апреля 2020 года.